# Bø, Telemark
Bø är en tätort och kyrkby i Midt-Telemarks kommun i Telemark fylke i södra Norge. Orten ligger vid Sørlandsbanan, där riksväg 36 möter fylkesväg 359, på södra sidan av Bøelva. Den utgör kommunens centralort såväl som största tätort. Här finns Bø gamla kyrka och Bø nya kyrka.
Tidigare utgjorde orten centralort i dåvarande Bø kommun.

## Bilder

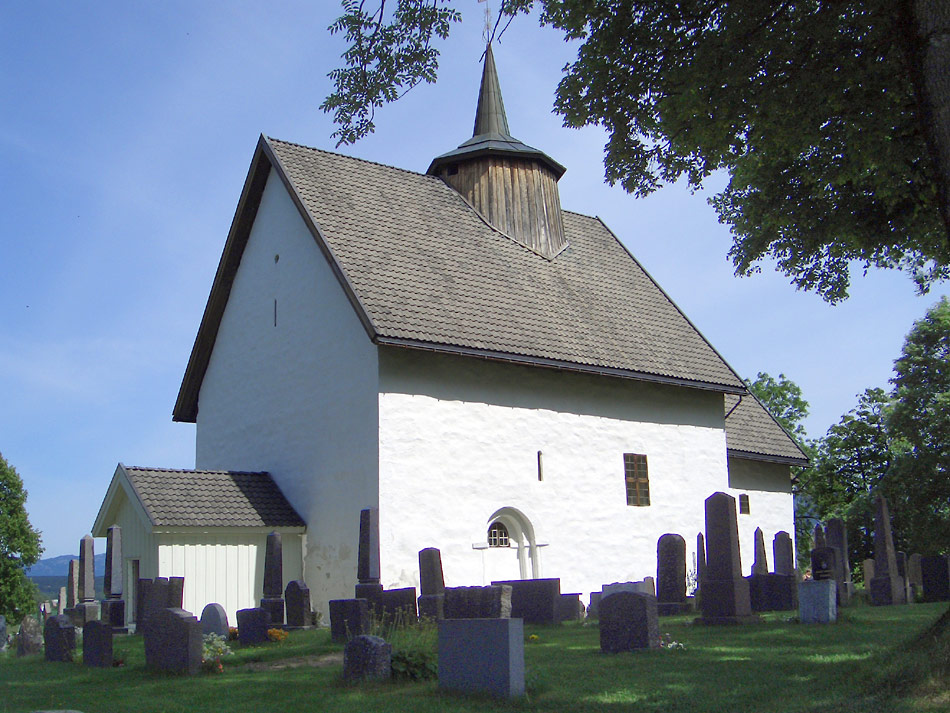
Bø gamla kyrka.
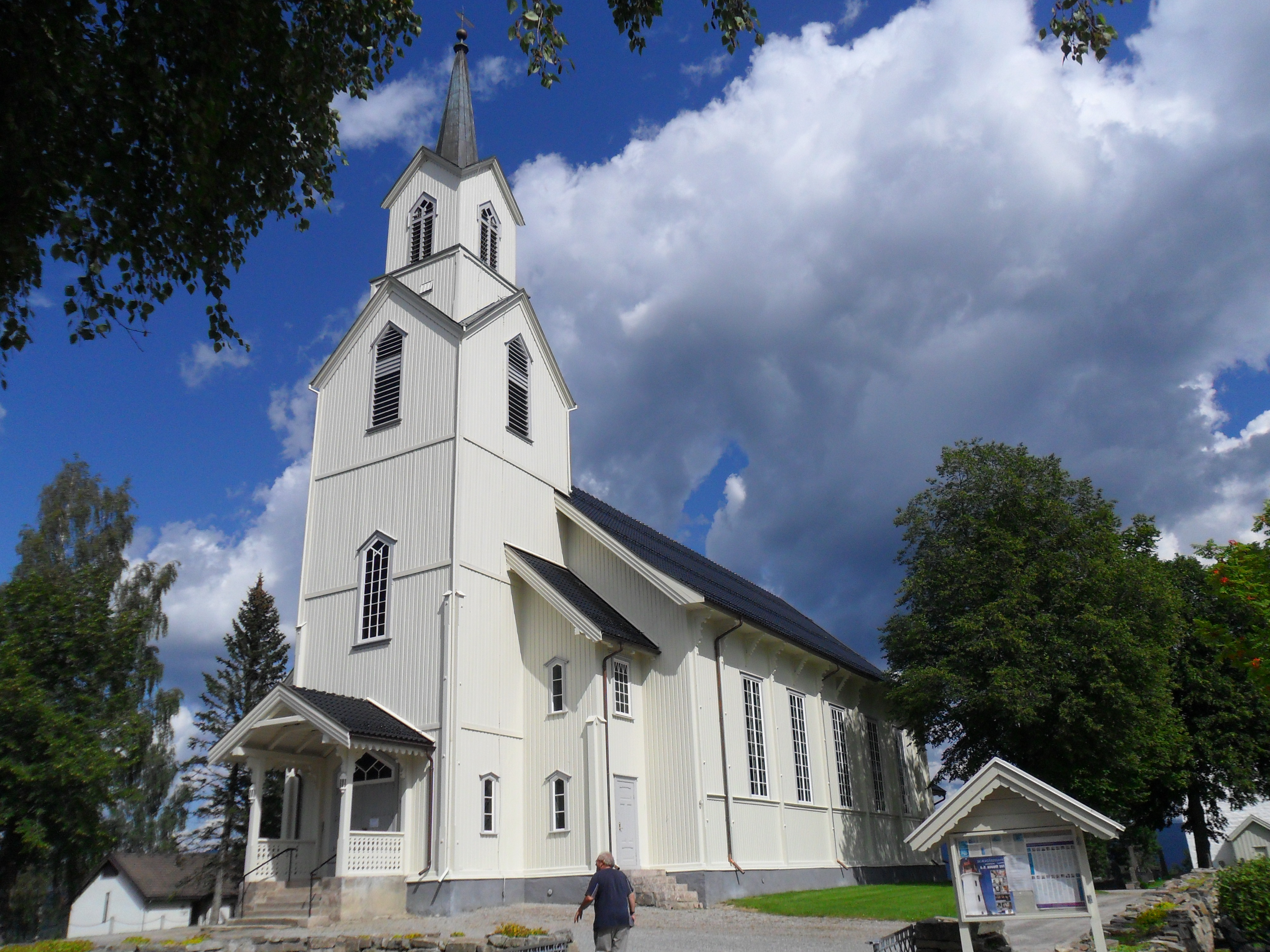
Bø nya kyrka